# Kråkdammen
Kråkdammen är en sjö i Ulricehamns kommun i Västergötland och ingår i Göta älvs huvudavrinningsområde.